# Lille løgn
|  | Denne artikel er oprettet af botten PalnaBot ud fra en ekstern database. Den kan derfor have sproglige fejl eller mangler. Denne skabelon kan fjernes efter kontrol af indholdet. |

Lille løgn er en kortfilm instrueret af Mikkel Blaabjerg Poulsen efter eget og Torben Lundings manuskript.

## Handling
John synes det er lidt ensomt at bo alene med sin hamster, Pjoske. Han har derfor inviteret sin ungdomsflamme Birthe over til en bid mad. I aften mødes de for første gang siden "dengang i Helsinge MC". Birthes besøg går dog ikke helt som John har drømt om.